# I liga polska w koszykówce mężczyzn (1976/1977)
1 liga polska w koszykówce mężczyzn sezonu 1976/1977 — najwyższa w hierarchii klasa męskich ligowych rozgrywek koszykarskich w Polsce sezonu 1976/1977 (potocznie zwana Ekstraklasą), będąca jednocześnie najwyższym szczeblem centralnym (I poziom ligowy). Zmagania w jej ramach toczyły się systemem kołowym, jako mistrzostwa kraju i przeznaczone były dla 12 ówcześnie najlepszych polskich klubów koszykarskich. Triumfator 1 ligi został jednocześnie mistrzem Polski (Śląsk Wrocław), zaś dwie najsłabsze drużyny relegowano do ówczesnej II ligi polskiej (Lublinianka Lublin i Gwardia Wrocław). Rozgrywkami zarządzał i prowadził je Polski Związek Koszykówki (PZKosz).

## Format rozgrywek
Sezon rozpoczął się 2 października 1976 roku meczami 1 kolejki, a zakończył 20 marca 1977 roku. Pierwsza część rozgrywek (faza zasadnicza) liczyła 28 kolejek. Po jej zakończeniu drużyny podzielono według zajętego miejsca na dwie sześciozespołowe grupy. Zmagania grupy finałowej (Turniej A) przeprowadzono we Wrocławiu, natomiast grupy spadkowej (Turniej B) w Łodzi. Tytuł mistrza Polski wywaczył Śląsk Wrocław, natomiast Ekstraklasę opuściły dwa ostatnie w końcowej tabeli: Lublinianka Lublin i Gwardia Wrocław. Przed rozpoczęciem rozgrywek tej edycji podjęto decyzję o zmniejszeniu liczby drużyn w najwyższej klasie rozgrywkowej do 10, począwszy od sezonu 1977/1978, dlatego zespoły z miejsc 9-10 (Górnik Wałbrzych i Spójnia Gdańsk) musiały stoczyć baraże z dwoma najlepszymi klubami II ligi sezonu 1976/1977 (Baildonem Katowice i AZS Warszawa), po których w ekstraklasie pozostał Górnik Wałbrzych, zaś awans wywalczył Baildon Katowice.

## Tabela końcowa
| Miejsce | Zespół               | Zwycięstwa | Porażki | Bilans punktów |
| 1.      | Śląsk Wrocław        | 37         | 12      | 4398:3900      |
| 2.      | Wisła Kraków (M)     | 35         | 14      | 4796:4306      |
| 3.      | Resovia Rzeszów      | 34         | 15      | 4420:3900      |
| 4.      | Wybrzeże Gdańsk (PP) | 32         | 17      | 4492:4139      |
| 5.      | Polonia Warszawa     | 31         | 18      | 4176:4046      |
| 6.      | Lech Poznań          | 30         | 19      | 4479:4309      |
| 7.      | ŁKS Łódź             | 24         | 25      | 4006:3902      |
| 8.      | Start Lublin         | 20         | 29      | 3867:3986      |
| 9.      | Górnik Wałbrzych     | 19         | 30      | 4251:4407      |
| 10.     | Spójnia Gdańsk       | 19         | 30      | 3664:3849      |
| 11.     | Lublinianka Lublin   | 10         | 39      | 3342:4172      |
| 12.     | Gwardia Wrocław      | 3          | 46      | 3673:4648      |